# Higer (udde i Spanien)
Higer är en udde i Spanien.   Den ligger i regionen Baskien, i den norra delen av landet, 400 km norr om huvudstaden Madrid.
Terrängen inåt land är varierad. Havet är nära Higer norrut. Runt Higer är det ganska tätbefolkat, med 185 invånare per kvadratkilometer. Närmaste större samhälle är San Sebastián, 17,5 km sydväst om Higer. 